# Izan Guevara
Izan Guevara Bonnin, né le 28 juin 2004, est un pilote de vitesse moto espagnol. Lors de la saison 2022, Il décroche le titre en catégorie Moto3 avec Gas Gas.

## Statistiques

### Par saison
(Mise à jour après le Grand Prix moto d'Italie 2024 )
| Saison | Cat.  | Moto    | Course | Vict | Podium | Pole | M.tour | Pts | Class |
| ------ | ----- | ------- | ------ | ---- | ------ | ---- | ------ | --- | ----- |
| 2021   | Moto3 | Gas Gas | 18     | 1    | 1      | 0    | 4      | 125 | 8e    |
| 2022   | Moto3 | Gas Gas | 20     | 7    | 12     | 5    | 2      | 319 | 1er   |
| 2023   | Moto2 | Kalex   | 18     | 0    | 0      | 0    | 0      | 20  | 22e   |
| 2024   | Moto2 | Kalex   | 7      | 0    | 0      | 0    | 0      | 18  | 16e   |
| Total  |       |         | 63     | 8    | 13     | 5    | 6      | 482 |       |

### Statistiques par catégorie
(Mise à jour après le Grand Prix moto de la Communauté valencienne 2022)
| Classe | Saisons   | 1er GP   | 1er Podium | 1ère Victoire | Course | Victoires | Podiums | Pôle | M.tours | Points | Titres |
| ------ | --------- | -------- | ---------- | ------------- | ------ | --------- | ------- | ---- | ------- | ------ | ------ |
| Moto3  | 2021-2022 | QAT 2021 | USA 2021   | USA 2021      | 38     | 8         | 13      | 5    | 6       | 444    | 1      |
| Total  | 2021-2022 |          |            |               | 38     | 8         | 13      | 5    | 6       | 444    | 1      |

### Courses par année
| Saison | Catégorie | Moto    | 1     | 2     | 3       | 4      | 5      | 6      | 7       | 8      | 9      | 10     | 11    | 12      | 13    | 14     | 15    | 16     | 17    | 18    | 19     | 20    | Classement | Points |
| ------ | --------- | ------- | ----- | ----- | ------- | ------ | ------ | ------ | ------- | ------ | ------ | ------ | ----- | ------- | ----- | ------ | ----- | ------ | ----- | ----- | ------ | ----- | ---------- | ------ |
| 2021   | Moto3     | Gas Gas | QAT 7 | DOA 6 | POR 24  | SPA 11 | FRA 14 | ITA 17 | CAT Ab. | GER 10 | NED 12 | STY 14 | AUT 8 | GBR 4   | ARA 4 | RSM 12 | AME 1 | EMI 12 | ALR 5 | VAL 7 |        |       | 8e         | 125    |
| 2022   | Moto3     | Gas Gas | QAT 8 | IND 2 | ARG Ab. | AME 7  | POR 5  | ESP 1  | FRA 3   | ITA 2  | CAT 1  | GER 1  | NED 2 | GBR Ab. | AUT 7 | RSM 3  | ARA 1 | JPN 1  | THA 5 | AUS 1 | MAL 12 | VAL 1 | 1er        | 319    |

* Saison en cours.
| \| Couleur \| Résultat \| \| ------- \| ---------------------------- \| \| Or \| Vainqueur \| \| Argent \| 2e place \| \| Bronze \| 3e place \| \| Vert \| Terminé, dans les points \| \| Bleu \| Terminé, pas dans les points \| \| Violet \| Abandon (Ab.) ou (Ret) \| \| Violet \| Non classé (NC) \| \| Rouge \| Pas qualifié (DNQ) \| \| Noir \| Disqualifié (DSQ) \| \| Blanc \| Pas au départ (DNS) \| \| Blanc \| Forfait (WD) \| \| Blanc \| N'a pas participé (DNP) \| \| Blanc \| Blessé (INJ) \| \| Blanc \| Exclu (EX) \| \| Blanc \| Course annulée (C) \| Gras - Pole position Italiques - Meilleur tour en course |                              |
| Couleur | Résultat                     |
| Or | Vainqueur                    |
| Argent | 2e place                     |
| Bronze | 3e place                     |
| Vert | Terminé, dans les points     |
| Bleu | Terminé, pas dans les points |
| Violet | Abandon (Ab.) ou (Ret)       |
| Violet | Non classé (NC)              |
| Rouge | Pas qualifié (DNQ)           |
| Noir | Disqualifié (DSQ)            |
| Blanc | Pas au départ (DNS)          |
| Blanc | Forfait (WD)                 |
| Blanc | N'a pas participé (DNP)      |
| Blanc | Blessé (INJ)                 |
| Blanc | Exclu (EX)                   |
| Blanc | Course annulée (C)           |

## Palmarès

### Victoires en Moto3: 8
| Année | Lieu du Grand Prix                           | Circuit                          | Ville                |
| ----- | -------------------------------------------- | -------------------------------- | -------------------- |
| 2021  | Grand Prix moto des Amériques                | Circuit des Amériques            | Austin               |
| 2022  | Grand Prix moto d'Espagne                    | Circuit de Jerez                 | Jerez de la Frontera |
| 2022  | Grand Prix moto de Catalogne                 | Circuit de Catalogne             | Barcelone            |
| 2022  | Grand Prix moto d'Allemagne                  | Circuit de Sachsenring           | Hohenstein-Ernstthal |
| 2022  | Grand Prix moto d'Aragon                     | Circuit Motorland Aragon         | Alcañiz              |
| 2022  | Grand Prix moto du Japon                     | Twin Ring Motegi                 | Motegi               |
| 2022  | Grand Prix moto d'Australie                  | Circuit de Phillip Island        | Phillip Island       |
| 2022  | Grand Prix moto de la Communauté valencienne | Circuit de Valence Ricardo Tormo | Cheste               |